# Vigarano Mainarda

Vigarano Mainarda (Vigaràn Mainarda en dialecte de Ferrare) est une commune de la province de Ferrare dans la région Émilie-Romagne en Italie.

## Géographie
Vigarano Mainarda est située à une altitude de 10 mètres, à 15 km à l’ouest de Ferrare, sur la plaine au début du delta du Pô. Elle est traversée par la route nationale SS255 qui, de Ferrare, mène à Mirabello (3 km) et à Sant'Agostino (9 km). La nationale SS496 mène vers l’Ouest à Bondeno (9 km).
La distance aux principales grandes villes voisines est :
- Bologne : 40 km ;
- Venise : 94 km ;
- Vérone : 77 km ;
- Milan : 194 km ;
- Rovigo : 33 km.

## Histoire
Le toponyme dériverait du nom romain Vicus Varianus, possession romaine qui se trouvait près de la via Æmilia qui menait à Este et à Altinum.
Au cours des siècles, le territoire a été maintes fois sujet aux alluvions et aux changements du cours du Pô et du Reno (fleuve).

Au Moyen Âge, l’établissement principal se trouvait dans la zone de l’actuel Vigarano Pieve qui se trouvait sur le cours principal du Pô ; quand en 1152, avec la rupture de Ficarolo, le Pô déplaça son lit principal vers le Nord, abandonnant le territoire de Vigarano.

La partie Sud du territoire était tenue, ces moments là, par la famille Mainardi, originaire de Forli et du parti gibelin, qui avait construit une tour appelée tour de la Mainarda, d’où le nom attribué à ce lieu.
Le territoire resta sujet aux fréquentes inondations du Reno jusqu’à la fin du XVIIIe siècle, quand le fleuve fut dévié de son cours et canalisé (cavo Benedettino) pour se jeter dans le lit du Pô de Primaro.
Le 22 janvier 1910, une météorite est tombée près du village de Vigarano Pieve, sur le territoire de la commune. La météorite de Vigarano est une chondrite carbonée du groupe CV, dont elle est le lithotype (on l'appelle aussi groupe de Vigarano).
Vigarano Mainarda a été touché par le séisme de 2012, particulièrement dans la journée du 20 mai où des dégâts importants endommagèrent les structures agricoles et industrielles[réf. nécessaire].

## Économie
L’économie est surtout fondée sur l’agriculture de plaine (céréalière et maraîchère).
Il existe une zone industrielle et artisanale à Vigarano Pieve.

### Fêtes, foires
- Fête du printemps et carnaval des enfants ;
- Fête paysanne, en mai, matériels nouveaux et anciens, gastronomie ;
- Fête su sport, en août ;
- Fête du volontariat et protection civile, en octobre.

## Administration
| Période                                  | Période  | Identité      | Étiquette | Qualité |
| ---------------------------------------- | -------- | ------------- | --------- | ------- |
| 2011                                     | En cours | Barbara Paron |           |         |
| Les données manquantes sont à compléter. |          |               |           |         |

### Hameaux
Les frazioni (sections ou hameaux) suivants font partie de la commune de Vigarano Mainarda : Vigarano Pieve, Borgo, Castello, Coronella (en partie), Diamantina, Madonna dei Boschi (en partie), Tortiola.

### Communes limitrophes
Bondeno (9 km), Ferrare (9 km), Mirabello (3 km), Poggio Renatico (9 km), Sant'Agostino (9 km).

## Population

### Évolution de la population en janvier de chaque année
| 1861  | 1901  | 1921  | 1951  | 1961  | 1971  | 1981  | 1991  | 2001  |
| ----- | ----- | ----- | ----- | ----- | ----- | ----- | ----- | ----- |
| 4 583 | 5 374 | 6 801 | 7 251 | 6 771 | 6 654 | 6 671 | 6 610 | 6 584 |

| 2012  | - | - | - | - | - | - | - | - |
| ----- | - | - | - | - | - | - | - | - |
| 7 636 | - | - | - | - | - | - | - | - |

### Ethnies et minorités étrangères
Selon les données de l’Institut national de statistique (ISTAT) au 1er janvier 2011, la population étrangère résidente était de 385 personnes.
Les nationalités majoritairement représentatives étaient :
| Pos. | Pays  | Population |
| ---- | ----- | ---------- |
| 1    | Maroc | 100        |

## Personnalités liées à Vigarano Mainarda
- Paolo Mazza (1901-1981), entraîneur de l'équipe d'Italie de football et président de la SPAL Ferrara
- Carlo Rambaldi (1925-2012), artiste d’effets cinématographiques spéciaux.

## Jumelages
- Caudebec-lès-Elbeuf (France)
- Salgótarján (Hongrie)
- Altomonte (Italie)